# Commaladera setosella
Commaladera setosella är en skalbaggsart som beskrevs av Moser 1911. Commaladera setosella ingår i släktet Commaladera och familjen Melolonthidae. Inga underarter finns listade i Catalogue of Life.